# Pfand auf Einweggetränkebehälter in Deutschland

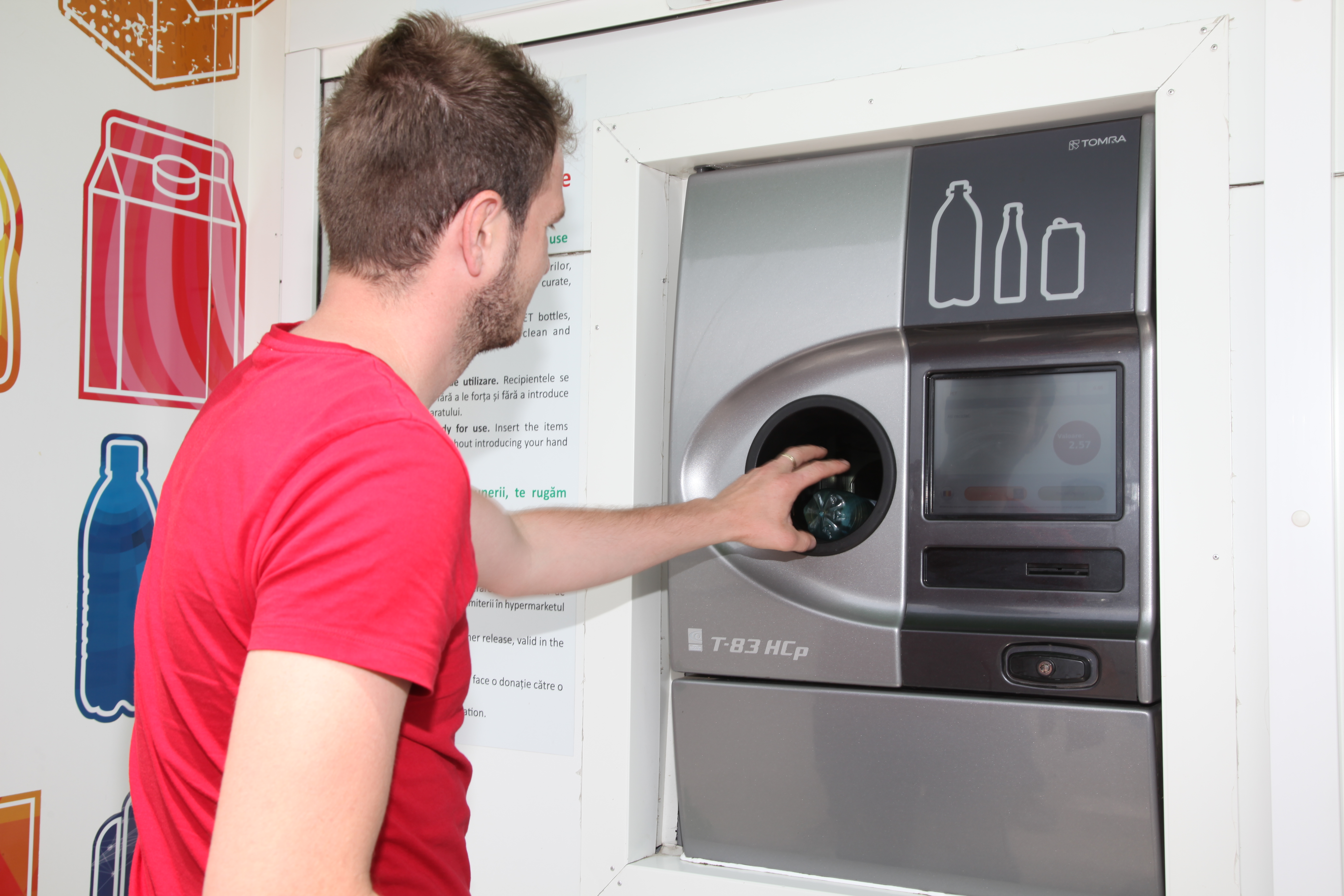
Rückgabe eines PET-Flaschengebindes mittels eines Leergutautomaten der Marke Tomra

Pfand auf Einweggetränkebehälter in Deutschland ist ein hinterlegter Geldbetrag auf Behälter wie Flaschen, die aus Materialien bestehen, die für eine erneute Befüllung nicht geeignet sind. Dazu zählen zum Beispiel dünnwandige Plastikflaschen aus PET oder Getränkedosen aus Aluminium. Sie werden befüllt, verkauft, zurückgenommen, geschreddert und dann stofflich verwertet, indem der Rohstoff aufbereitet und zu neuen Produkten verarbeitet wird.
Seit dem 28. Mai 2005 beträgt das Einwegpfand in Deutschland für Einweggetränkeverpackungen, realisiert durch die Deutsche Pfandsystem GmbH (DPG), zwischen 0,1 bis 3 Litern einheitlich 0,25 €. Im Einzelhandel ist in diesem Betrag die Umsatzsteuer bereits enthalten, im Großhandel jedoch wird sie zusätzlich fällig. Die Rückgabequote für Einwegpfandgut durch Konsumenten lag im Jahr 2021 bei über 98 Prozent.
Das entsprechende Gegenstück ist das Pfand auf Mehrweggetränkebehälter, das auf beständigere Gebinde, in der Regel aus Glas oder dickwandigem PET, erhoben wird. Diese Flaschen werden in Deutschland meist unabhängig vom ursprünglichen Hersteller wieder befüllt, wie etwa die Normbrunnenflasche.

## Geschichte
Die Verpackungsverordnung von 1991 sah die Einführung eines Einwegpfands vor, wenn die festgelegte Mehrwegquote zwei Jahre in Folge unter 72 % sinken würde. Nachdem dies in den Jahren 1997 sowie 1998 eingetreten war und die Zahlen schließlich im Jahr 2002 im Bundesanzeiger veröffentlicht wurden, lief von nun an eine gesetzliche Frist zum Inkrafttreten des deutschlandweiten Einwegpfands.
Zahlreiche Handelsunternehmen klagten daraufhin in verschiedenen Instanzen vor verschiedenen Gerichten und versuchten immer wieder, dieses Inkrafttreten aufzuhalten. Sie begründeten die Klagewelle mit dem Fehlen von Rechts- und Planungssicherheit sowie irreversiblen Investitionen in Milliarden-Höhe. Im September hatten sie dann vor dem Verwaltungsgericht Düsseldorf einen ersten Erfolg, denn dieses erklärte das Einwegpfand für das Bundesland Nordrhein-Westfalen überraschend für rechtswidrig.
Anfang 2003 wurde das Einwegpfand dann wie geplant eingeführt. Lediglich hatte der Handel bis dato durch die rechtliche Unsicherheit kein einheitliches Rücknahmesystem aufgebaut, weshalb eine Übergangsphase von sechs Monaten gewährt wurde, in der die Unternehmen die Rücknahme selbst abwickelten – sogenannte Insellösungen.
Erschwerend war dann die Einschätzung des damaligen Binnenmarktkommissars Frits Bolkestein der Europäischen Kommission, der durch die radikale Ausdünnung von Getränkeregalen ausländische Getränkehersteller beim Import möglicherweise benachteiligt sah und drohte mit einem Vertragsverletzungsverfahren. Da die Politik entscheidende Fristen nicht einhielt und die Novelle der VerpackV mehrfach vertagte, legte der EU-Generalanwalt Dámaso Ruiz-Jarabo Colomer dem Europäischen Gerichtshof im Mai 2004 seine Schlussanträge vor, wodurch Deutschland in zwei Verfahren vor dem EuGH angeklagt war. Im Dezember entschied der Gerichtshof dann, dass die Warenverkehrsfreiheit in der Tat verletzt wurde.
Nach weiteren Gesetzesentwürfen für eine Aktualisierung der Verpackungsverordnung schaffte die Politik dann im Oktober 2004 die gesetzlichen Rahmenbedingungen für ein einheitliches Rücknahmesystem. Im Mai 2005 wurde daran anschließend die Deutsche Pfandsystem GmbH gegründet, die auch heutzutage die Rücknahme von Getränkebehältern abwickelt.

## Hauptakteur: Deutsche Pfandsystem GmbH

Logo der DPG

Die Deutsche Pfandsystem GmbH (DPG) mit Sitz in Berlin wurde am 29. Juni 2005 vom Hauptverband des Deutschen Einzelhandels (HDE) und der Bundesvereinigung der Deutschen Ernährungsindustrie (BVE) mit dem Ziel gegründet, eine bundesweit einheitliche Organisation eines Rücknahmesystems für bepfandete Einweggetränkeverpackungen zu schaffen. Die Infrastruktur dafür wurde bei Einführung auf bis zu 1,5 Milliarden Euro geschätzt. Als Teil der primären Rücklaufsysteme bei Einweggetränkebehältern wurde im Jahr 2019 eine Rücklaufquote in Höhe von mehr als 95 % erreicht.
Die DPG finanziert sich dazu über Teilnahmeentgelte der Mitglieds-Unternehmen und beschäftigt zehn Mitarbeiter (Stand Juli 2022). Beide Verbände entsenden führende Vertreter ihrer jeweiligen Branchen in den Unternehmensbeirat. Auch die Geschäftsführung der Gesellschaft ist mit zwei Geschäftsführenden paritätisch von Industrie und Handel besetzt.
Die DPG schafft die notwendigen rechtskonformen Rahmenbedingungen, damit die Systemteilnehmer Einweggetränkebehälter in Deutschland vermarkten dürfen. Zentrale Bestandteile wie das Clearing, also die Auszahlung des Pfands zwischen Unternehmen, erfolgen ausschließlich in der Verantwortung der Systemteilnehmer. Die Erkennung von bepfandeten Einweggetränkeverpackungen an den lokalen Rücknahmeautomaten basiert auf einem automatischen Auslesungsprozess spezifischer DPG-Merkmale. Dabei handelt es sich im Wesentlichen um die Kombination des DPG-Logos in einer Spezialfarbe mit dem darunter stehenden Barcode. Für die genannten Erkennungsmerkmale erhalten die Systempartner detaillierte Vorgaben, zu deren Einhaltung sie sich vertraglich verpflichten.

## Rücknahme der Getränkebehälter und Erstattung des Pfands

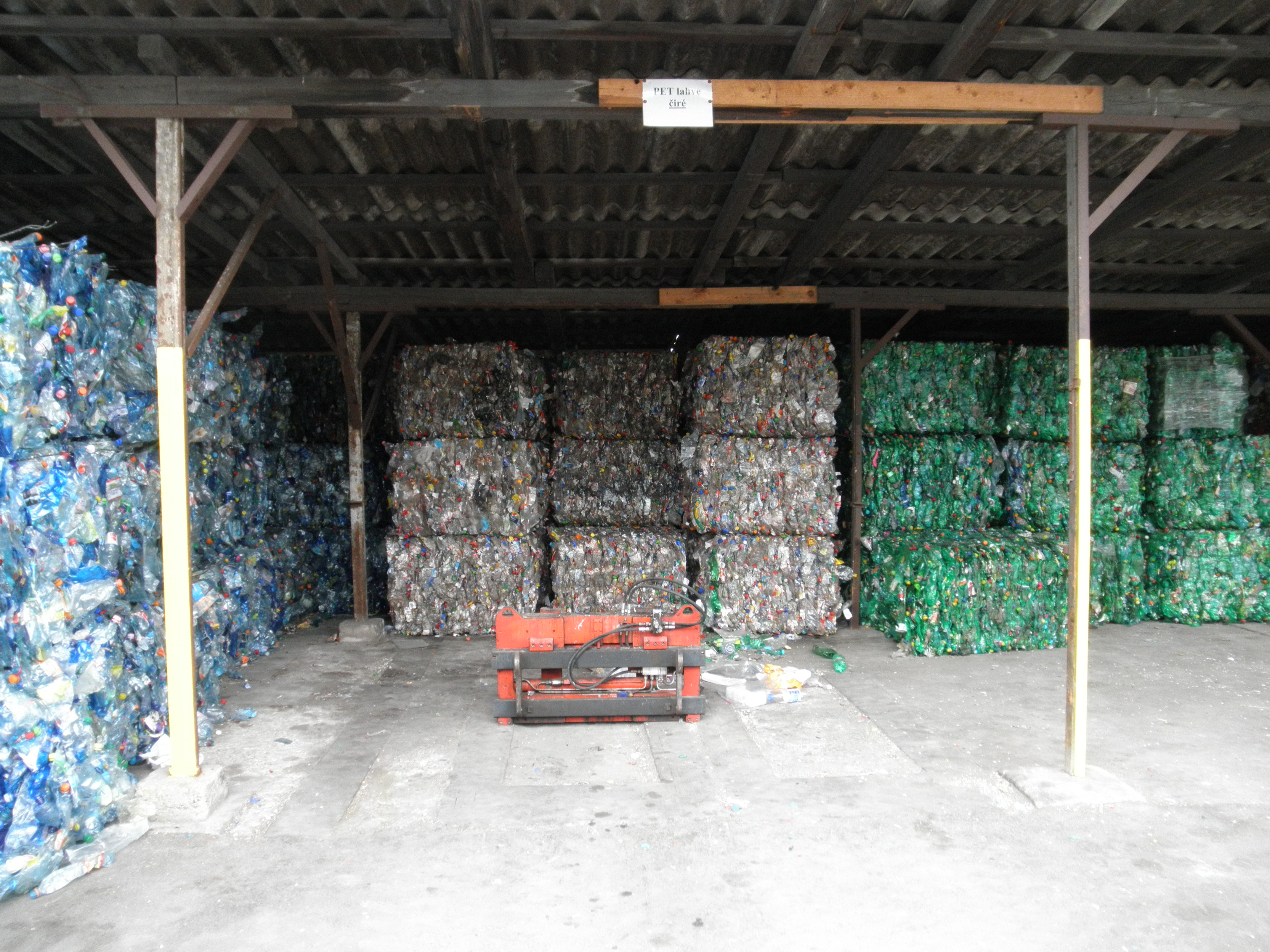
Nach Farben sortierte gepresste PET-Flaschen vor dem Schreddern

Die Rücknahme der Getränkebehälter wird in der Regel durch Leergutautomaten sichergestellt. Hierbei scannt der Automat die GTIN auf der Banderole, um in der Datenbank die Flasche nachzuverfolgen, was für eine Gebindeart der eingeworfenen Flasche zuzuordnen ist. Hat der Automat die Flasche eingescannt, wandert sie in ein Sortierfach und wird mithilfe eines Kompaktors hauptsächlich zur Vorbeugung von Betrug zerstört.
Die zerstörten Flaschen werden durch Unternehmen aus der DPG-Systemkette abtransportiert und grob zu PET-Ballen geformt. Dies dient der Vereinfachung des Transports, da weniger Verluste von einzelnen Flaschen zu verzeichnen sind und sie durch die Form besser gelagert und weiterverarbeitet werden können.
Führt der Rücknehmer keine Leergutautomaten und kann die Getränkebehälter daher nicht maschinell annehmen, werden diese gesammelt und in speziellen Zählzentren der DPG unter Einsatz von Großzählautomaten oder Zähltischen ausgelesen und anschließend dort zerstört.

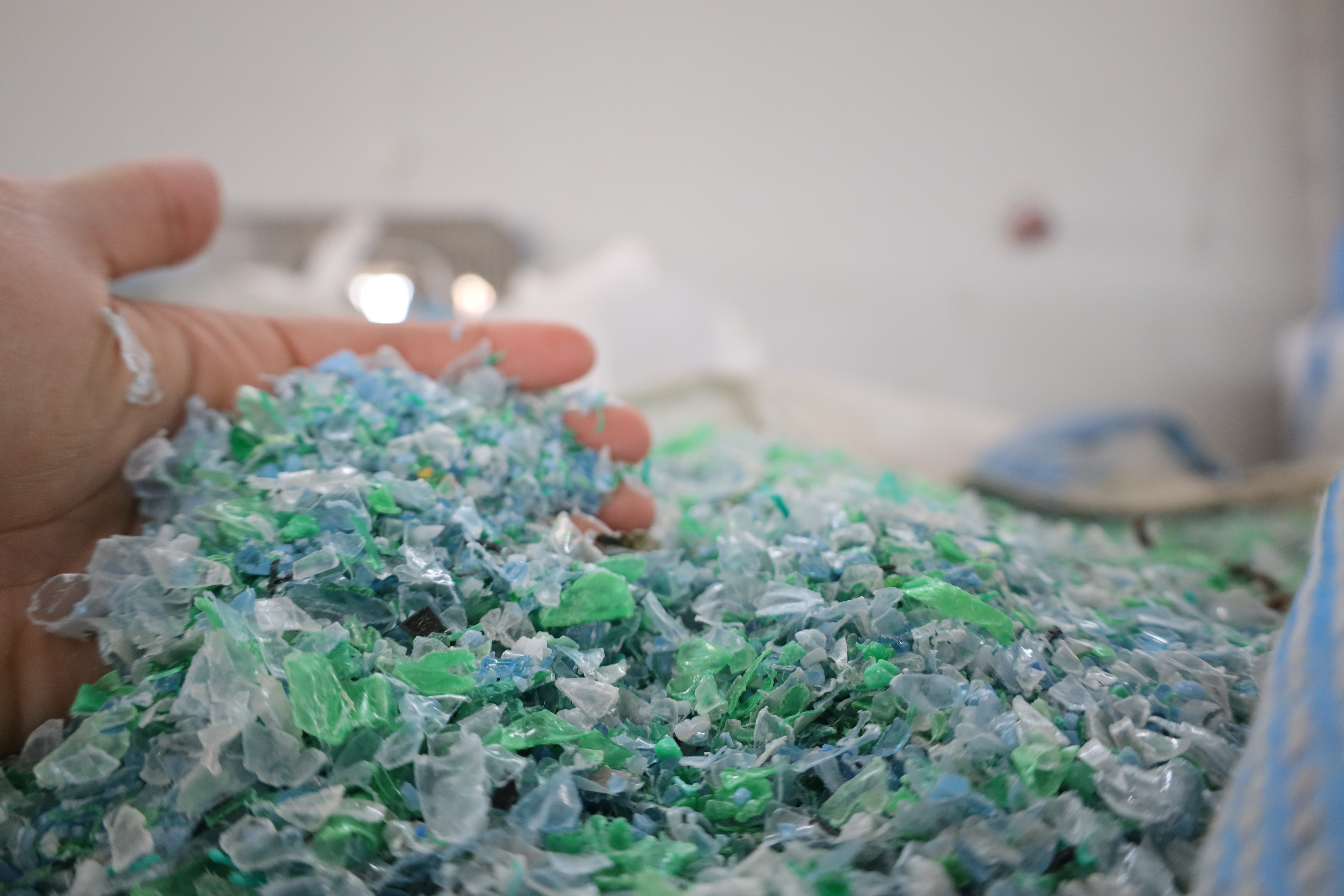
Geschredderte PET-Flakes

Ohne einen verlässlichen Pfandausgleich – das sogenannte „Clearing“ – würden die zur Pfanderstattung verpflichteten Rücknehmer in ihrer Bilanz durch die Auszahlung an den Konsumenten bei der Rückgabe ein gewaltiges Minus erwirtschaften. Um das zu vermeiden, regelt das Clearing, dass Getränkehersteller und Importeure, die eine Verpackung in Verkehr gebracht und somit als erste das Pfand erhoben und eingenommen haben, dem zurücknehmenden Händler das an den Kunden ausgezahlte Pfandgeld ausgleichen müssen.
Das Recycling startet mit einer Reinigung sowie Sortierung der gewonnenen PET-Flaschen nach Farbe. Sind die Flaschen nach Farbe getrennt und gereinigt, so werden sie zu kleinen sog. PET-Flakes geschreddert. Diese PET-Flakes werden anschließend erneut in einer Lauge gereinigt, damit alle Etikettenreste entfernt werden. Die Flakes können dann weiterverwendet werden.

## Statistiken
Im Jahr 2022 wurde im Vergleich zum Vorjahr ein zusätzliches Volumen von 484 Millionen Litern Einweggetränkeverpackungen abgefüllt. Dies entspricht einer Zunahme von 1,8 %. Dabei vernahmen Getränkedosen die stärkste Entwicklung mit einer Zunahme von 4,3 % gegenüber 2021. Insgesamt liegt der Marktanteil der Getränkedose im Jahr 2022 bei 5,0 %. Einweg-Glasflaschen konnten in dieser Zeit ein Minus von 2,8 % verzeichnen.

## Kritik, Probleme und Täuschungsstrategien

### Rechtsstreit um Kosten der Discounterkette Norma (2002)
Anfang August 2003 wird bekannt, dass die Discounterkette Norma mit unrechtmäßigen Angaben vor Gericht gezogen war. Statt der existenziell bedrohlich klingenden benötigten Einmal-Investition in Höhe von 60,5 Millionen Euro und Betriebskosten in Höhe von jährlich 7,5 Millionen Euro für die Einrichtung von Rücknahmeautomaten in circa 1100 Filialen kam das Gericht zum Entschluss, dass der Discounterkette im Rahmen der Einführung der Pfandregelung lediglich eine einmalige Belastung von 5.696 Euro angefallen sei.

### Unrechtmäßige Gewinne durch Pfandgutschwund (2003)
Werden Einweg-Getränkebehälter gekauft, aber nicht zurückgegeben, so verbleibt der gezahlte Pfandbetrag beim Abfüller (nicht beim Handel). Trittin warf den Getränkeherstellern bereits 2003 vor, sie würden sich an dem „selbst angerichteten Durcheinander noch bereicher[n]“ und behauptete, es sei „nur recht und billig, wenn der Handel das Geld einem gemeinnützigen Zweck zuführt“.
Berechnungen des NABU zufolge belief sich für die Jahre 2003 bis 2015 der Pfandgutschwund auf mehr als 3,5 Milliarden Euro. 2022 sollen schätzungsweise 3 % aller Getränkebehälter nicht zurückgegeben worden und jährlich mind. ein sechsstelliger Pfandbetrag zusammengekommen sein, so der SWR. Die Wirtschaftsvereinigung Alkoholfreie Getränke e.V. dagegen erklärte, dass „nicht abgerufene Pfandgelder […] zur Finanzierung dieser aufwendigen Systeme verwendet“ würden.

### Absichtliche Überschreitung der 3-Liter-Grenze (2004)
Nach der Bekanntmachung der dritten Novelle der Verpackungsverordnung im Bundesanzeiger im Jahre 2004 wird seither auf Gebinde unter 0,1 und über 3,0 Liter kein Pfand erhoben, da „für sie keine Mehrwegalternative existiert“ und solche Gebindegrößen „nicht für die Rückgabe in handelsüblichen Rücknahmeautomaten geeignet“ seien. Als Reaktion auf diese Drei-Liter-Grenze führten einige Getränkehersteller Gebinde mit Mengen knapp über 3,0 Liter (zum Beispiel 3,001 Liter) ein, um so das Gesetz und die damit verbundene Pfandpflicht zu umgehen.

### Flaschenfärbung beim Recycling (2018)
Eine neue PET-Flasche enthält maximal 28 Prozent „PET-Rezyklat“, also Reste aus alten Flaschen. Mehr ist technisch kaum möglich, erklärt Thomas Fischer, Bereichsleiter Kreislaufwirtschaft bei der Deutschen Umwelthilfe. Bei einem Rezyklatanteil von mehr als einem Drittel bekomme man „hässliche gelb- und braunverfärbte Kunststoffe“, so Fischer. Dieser verfärbte Kunststoff eigne sich nicht mehr für transparente Flaschen, sondern nur noch für bunte Flaschen, denn Verbraucher wollen lieber den Inhalt der Flasche sehen, behauptet Fischer.

### Trennung von Flasche und Deckel (2019)

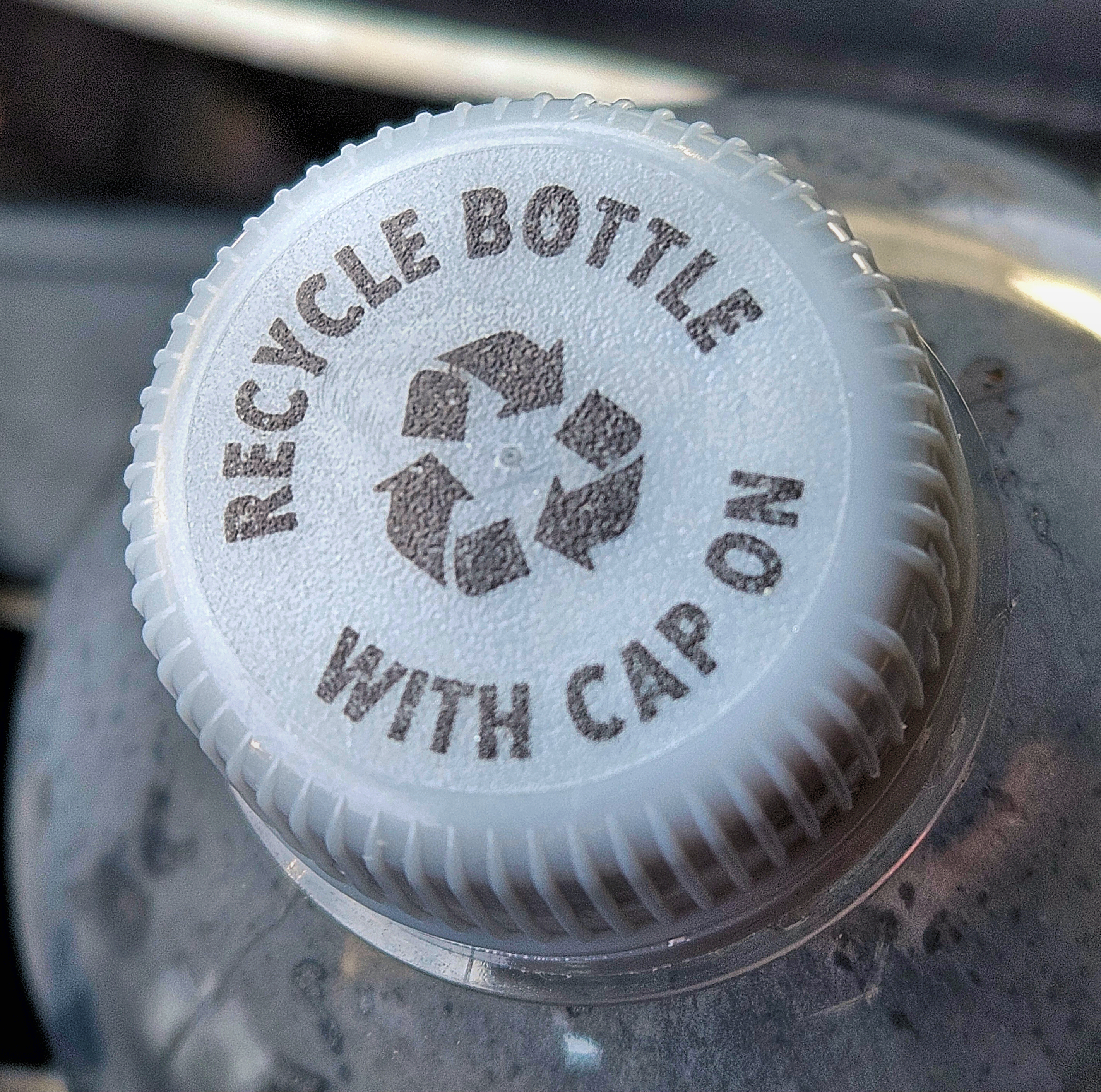
Botschaft auf dem Deckel

2019 führte die EU in ihrer Single-Use-Plastic-Richtlinie Änderungen zu Tethered Caps, also einem Verbund aus Flaschen mit untrennbaren Deckeln ein. Eine solche Änderung soll verhindern, dass Deckel in der Umwelt landen und nicht recycelt werden. Sie gehören momentan zu den zehn Einwegkunststoffprodukten, die am häufigsten an europäischen Stränden zu finden sind. Daraufhin entschloss sich Coca-Cola als erster großer Getränkeabfüller und stellte seine Produktlinie bereits auf die neuen Deckel-Lösungen um, obwohl die EU eine Verpflichtung erst ab 2024 vorsieht. Im März 2023 zog der Abfüller Gerolsteiner Brunnen nach und setzt die Richtlinie seitdem teilweise im Sortiment durch.
Die deutsche Industrie kritisierte die Vorgaben der EU, da sie durch die hohe Rückgaberate von Flaschen inklusive Deckel auf Deutschland nicht anwendbar sei und so zu zusätzlichen Investitionen zwinge, die letztendlich keinen Vorteil bieten.

### Zusätzliche Abgabe zum Einwegpfand (2020)
Die Allianz pro Mehrweg sowie die Deutsche Umwelthilfe empfinden den aktuell gültigen Pfandbetrag von 0,25 € als zu niedrig, um das Ziel von 70 % Mehrweg einzuhalten und fordern eine zusätzliche Abgabe zum Einwegpfand in Höhe von mindestens 20 Cent, um Einwegflaschen unattraktiver zu gestalten und damit die Mehrwegquote nachhaltig zu erhöhen.

### Verlängerte Frist bei Milchverpackungen (2021)
Das ARD-Magazin Panorama kritisierte den Gesetzesprozess, der zu dieser langen Übergangsfrist (2024) führte und nannte ihn „ein Lehrstück, wie Lobbyismus funktioniert.“